# الجمعية الخيرية لمتلازمة داون (دسكا)
الجمعية الخيرية لمتلازمة داون (دسكا)، هي جمعية سعودية، تأسست في الرياض بمبادرة من أهالي أطفال متلازمة داون ومجموعة من المهتمين في مجال تأهيل وتدريب ذوي الإحتياجات الخاصة وذوي متلازمة داون 

## تاريخ الجمعية
أشهرت الجمعية الخيرية لمتلازمة داون دسكا في تاريخ 5/6/1423هـ الموافق 14/08/2002م بترخيص رقم (197) من قبل وزارة العمل والشؤون الاجتماعية.
عمل فريق دسكا لتقديم مجموعة متكاملة وشاملة من الخدمات ضمن إستراتيجية طويلة الأمد لتحقيق فرق نوعي على مستوى الخدمات والبرامج، بحيث تم الاعتماد على الأساليب العلمية الحديثة في التخطيط والتنفيذ لكافة عناصر الخدمات.

## رؤية الجمعية
تأسيس بيت خبرة محلي في تمكين الأفراد من ذوي القصور العقلي خلال الأعمار المختلفة وبالعمل مع أسرهم ومجتمعهم المحلي.

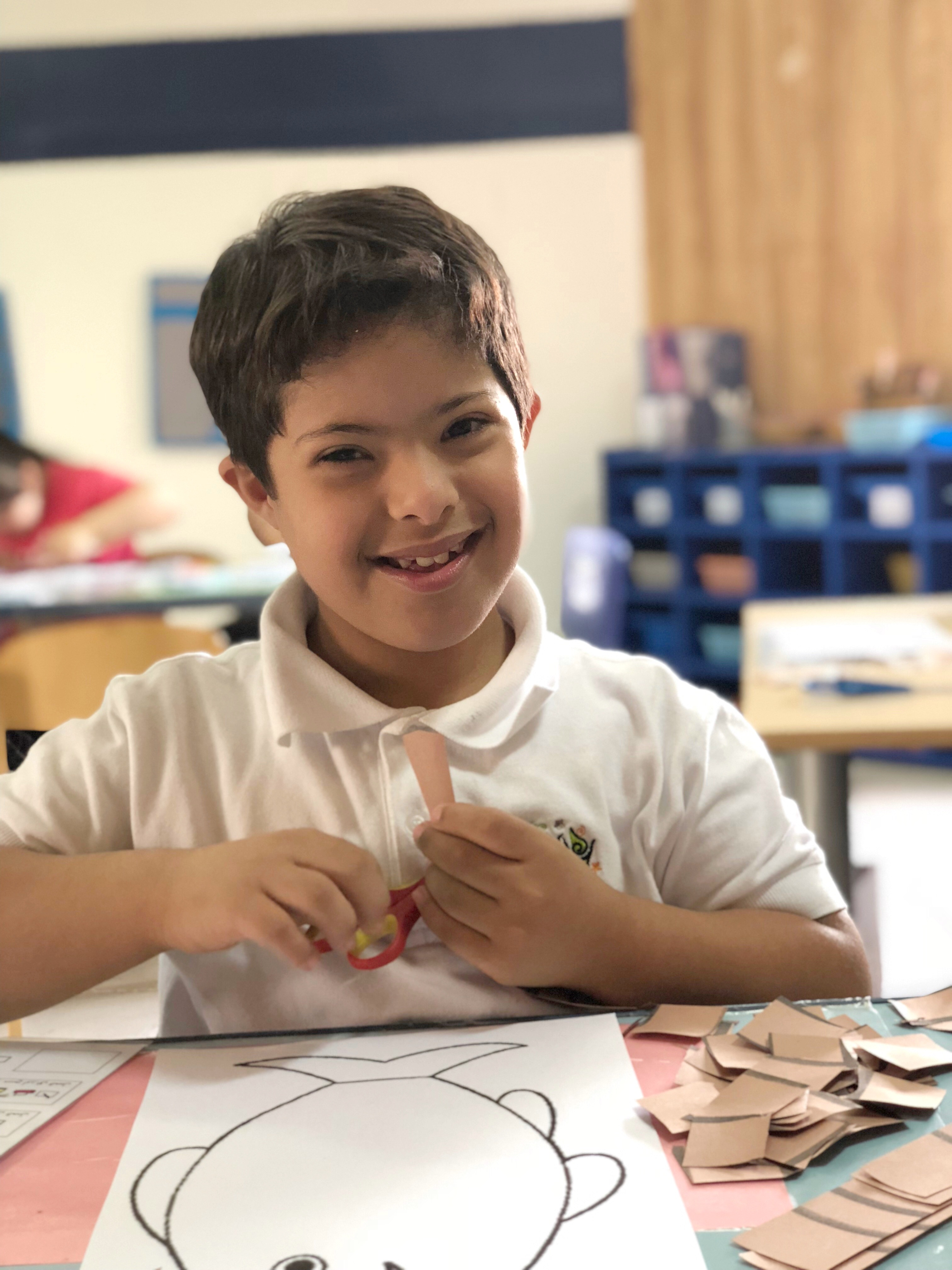
أحد الأنشطة المقدمة في تطوير المهارات الحركية الدقيقة

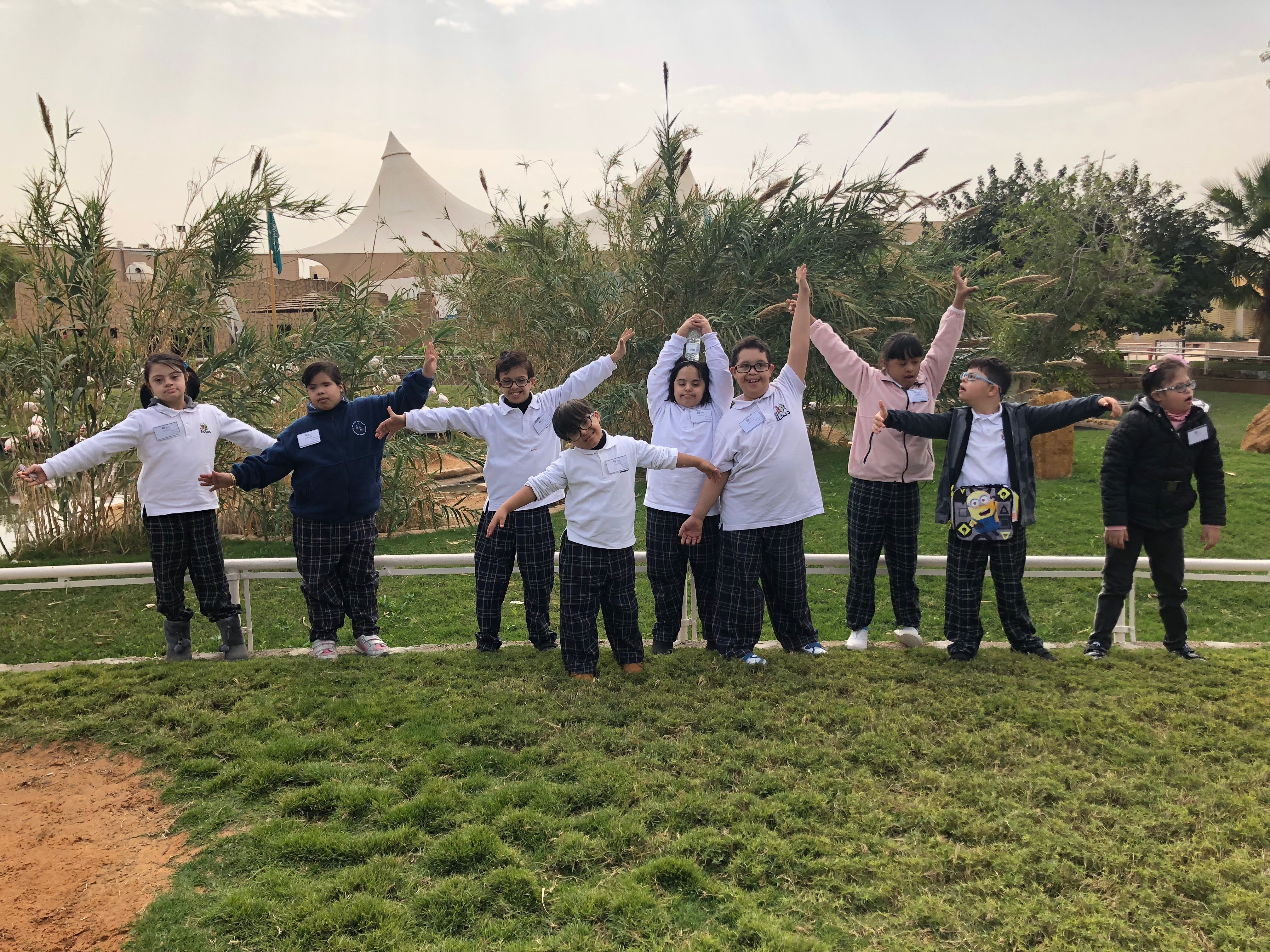
اطفال الجمعية في رحلة خارجية لحديقة الحيوانات

بعض من أعمال الأطفال في مدخل الجمعية

## رسالة الجمعية
العمل على تحقيق أكبر قدر ممكن من الاستقلالية الذاتية والإندماج الاجتماعي للأفراد من ذوي تثلث الصبغية 21 من خلال تطوير وتقديم البرامج التدريبية والتأهيلية التخصصية بالتكاملية مع المؤسسات ذات العلاقة سواء حكومية أو خاصة.

## قيم الجمعية
- المسؤولية المؤسساتية والفردية
- احترام خصوصية المخدومين والنفع العام
- المحاسبة والشفافية والوضوح والمصداقية
- الفعالية والحرفية والترشيد[2]

## أهداف الجمعية
- تطوير وتوفير خدمات التعليم والتأهيل للأطفال من ذوي تثلث الصبغية 21 للمراحل العمرية المختلفة.
- تمويل خدمات التأهيل والرعاية الصحية والاحتياجات المختلفة للأطفال وأسرهم.
- تطوير المواد والبرامج التدريبية لعملية تأهيل المدربين والمدرسين مهنيا في مجال متلازمة تثلث الصبغية 21 والقصور العقلي.[2]

## مجلس إدارة الجمعية
- رئيس مجلس الإدارة

سعادة الدكتورة/ حصة بنت محمد آل الشيخ
- نائب رئيس مجلس الإدارة

سعادة الأستاذ/ سامي عبد الرحمن سعد البواردي
- أمين الصندوق

سعادة الأستاذة/ لين محمد حسن فليفل
- أعضاء مجلس الإدارة

سعادة الدكتورة / نورة عبد الله علي النعيم
سعادة الأستاذ / نواف بن مساعد الدهمش
سعادة الأستاذة / لمى بنت عمر عبد الفتاح العقاد
سعادة الأستاذ / علاء عبد الله محمد الهاشم
سعادة الدكتور / علي بن إبراهيم سليمان الفرحان
سعادة الدكتورة/ انتصار سليمان علي السحيباني
- مديرة الجمعية

الأمين العام/ سوزان بنت سلمان الغانم

## انظر ايضاً
- متلازمة داون
- متلازمة أسبرجر
- الجمعية الخيرية لرعاية الأيتام بمنطقة الرياض (إنسان)

## وصلات خارجية
- مشترك بين جمعيتَيْ «إنسان» و«دسكا»[وصلة مكسورة]
- دسكا تقيم حفلها الختامي في مركز الملك عبد العزيز التاريخي وتكرم رائدات العمل الخيري